# RZRA Liwiec
RZRA Liwiec  – Система радіолокаційної артилерійської розвідки  PIT-Radwar S.A, встановлена на шасі Jelcz P.662D.35.
Дозволяє виявляти позиції ворожих батарей і ракетної артилерії та коригувати вогонь з власної вогнепальної зброї..

## Історія
Прототип був розроблений і виготовлений у 2002-2006 роках. У 2007 році на міжнародній виставці оборонної промисловості у Кельцях отримав орден «Захисник». У 2009-2010 роках до Збройних Сил Республіки Польща було поставлено три випробувальні комплекти. У 2013 році було підписано угоду на поставку семи примірників. Поставки були завершені в 2018 році.

## Технічні дані
- Точність визначення положення координат:
  - пожежні станції: менше 1% відстані
  - точки падіння снаряда: менше 1% відстані
- Електромагнітна сумісність: EMI / EMC MIL-STD-461E
- Стійкість до умов навколишнього середовища: MIL-STD-810E
- Час розкручування/згортання: одна хвилина
- Персонал: 3 чол.[5].

## Користувачі
- Польща – 10

## Бойове використання
У 2010-2012 роках один комплект перебував на озброєнні в Афганістані на польській базі в провінції Газні.